# Brasil Tennis Cup 2016
Brasil Tennis Cup 2016 byl tenisový turnaj pořádaný jako součást ženského okruhu WTA Tour, který se hrál na otevřených dvorcích s tvrdým povrchem. Konal se mezi 31. červencem až 5. srpnem 2016 v brazilském ostrovním městě Florianópolis jako čtvrtý ročník turnaje.
Turnaj s rozpočtem 250 000 dolarů patřil do kategorie WTA International Tournaments. Nejvýše nasazenou hráčkou ve dvouhře se stala světová dvacet sedmička Jelena Jankovićová ze Srbska, startující na divokou kartu, kterou ve druhém kole vyřadila Ana Bogdanová. Jako poslední přímá účastnice do dvouhry nastoupila 329. hráčka žebříčku Ana Sofía Sánchezová z Mexika.
Třetí singlový titul kariéry získala Rumunka Irina-Camelia Beguová. Druhou deblovou trofej z okruhu WTA Tour si odvezla ukrajinská dvojčata Ljudmyla a Nadija Kičenokovy.

## Distribuce bodů a finančních odměn

### Distribuce bodů
| Soutěž  | vítězky | finalistky | semifinalistky | čtvrtfinalistky | 16 v kole | 32 v kole | Q  | Q3 | Q2 | Q1 |
| ------- | ------- | ---------- | -------------- | --------------- | --------- | --------- | -- | -- | -- | -- |
| dvouhra | 280     | 180        | 110            | 60              | 30        | 1         | 18 | 14 | 10 | 1  |
| čtyřhra | 280     | 180        | 110            | 60              | 1         | —         | —  | —  | —  | —  |

### Finanční odměny
| Soutěž  | vítězky | finalistky | semifinalistky | čtvrtfinalistky | 16 v kole | 32 v kole | Q2     | Q1   |
| ------- | ------- | ---------- | -------------- | --------------- | --------- | --------- | ------ | ---- |
| dvouhra | $43 000 | $21 400    | $11 500        | $6 175          | $3 400    | $2 100    | $1 020 | $600 |
| čtyřhra | $12 300 | $6 400     | $3 435         | $1 820          | $960      | —         | —      | —    |

## Ženská dvouhra

### Nasazení
| Stát                             | Hráčka                | WTA | Nasazení |
| -------------------------------- | --------------------- | --- | -------- |
| Srbsko                           | Jelena Jankovićová    | 27. | 1.       |
| Rumunsko                         | Irina-Camelia Beguová | 30. | 2.       |
| Portoriko                        | Mónica Puigová        | 37. | 3.       |
| Lotyšsko                         | Jeļena Ostapenková    | 40. | 4.       |
| Kazachstán                       | Julia Putincevová     | 43. | 5.       |
| Maďarsko                         | Tímea Babosová        | 44. | 6.       |
| Japonsko                         | Nao Hibinová          | 75. | 7.       |
| Japonsko                         | Naomi Ósakaová        | 87. | 8.       |
| Brazílie                         | Teliana Pereirová     | 94. | 9.       |
| Žebříček WTA k 25. červenci 2016 |                       |     |          |

### Jiné formy účasti
Následující hráčky obdržely divokou kartu do hlavní soutěže:
- Maria Fernanda Alvesová
- Beatriz Haddad Maiová
- Jelena Jankovićová

Následující hráčky postoupily z kvalifikace:
- Montserrat Gonzálezová
- Réka Luca Janiová
- Nadija Kičenoková
- Nadia Podoroská
- Valerija Solovjevaová
- Renata Zarazúová

Následující hráčky postoupily z kvalifikace jako tzv. šťastné poražené:
- Martina Capurrová Tabordová
- Ljudmyla Kičenoková
- Laura Pigossiová
- Emily Webleyová-Smithová

### Odhlášení
před zahájením turnaje
- Annika Becková → nahradila ji Alizé Limová
- Mariana Duqueová Mariñová → nahradila ji Ljudmyla Kičenoková
- Caroline Garciaová → nahradila ji Aleksandrina Najdenovová
- Sie Šu-wej → nahradila ji Verónica Cepedeová Roygová
- Kristína Kučová → nahradila ji Laura Pigossiová
- Tatjana Mariová → nahradila ji Paula Cristina Gonçalvesová
- Monica Niculescuová → nahradila ji Gabriela Céová
- Tamira Paszeková → nahradila ji Olga Savčuková
- Kristýna Plíšková → nahradila ji Anastasija Pivovarovová
- Julia Putincevová → nahradila ji Emily Webleyová-Smithová
- Maria Sakkariová → nahradila ji Laura Pous Tiová
- Anastasija Sevastovová → nahradila ji Ana Bogdanová
- Laura Siegemundová → nahradila ji Martina Capurrová Tabordová
- Lesja Curenková → nahradila ji Catalina Pellaová

## Ženská čtyřhra

### Nasazení
| Stát                                                                         | Hráčka                   | Stát      | Hráčka              | WTA  | Nasazení |
| ---------------------------------------------------------------------------- | ------------------------ | --------- | ------------------- | ---- | -------- |
| Ukrajina                                                                     | Ljudmyla Kičenoková      | Ukrajina  | Nadija Kičenoková   | 150. | 1.       |
| Čínská Tchaj-pej                                                             | Čuang Ťia-žung           | Lotyšsko  | Jeļena Ostapenková  | 163. | 2.       |
| Maďarsko                                                                     | Tímea Babosová           | Maďarsko  | Réka Luca Janiová   | 184. | 3.       |
| Bulharsko                                                                    | Aleksandrina Najdenovová | Španělsko | Laura Pousová Tiová | 259. | 4.       |
| Žebříček WTA k 25. červenci 2016; číslo je součtem umístění obou členek páru |                          |           |                     |      |          |

### Jiné formy účasti
Následující pár obdržel divokou kartu do hlavní soutěže:
- Carolina Meligeniová Alvesová /  Luisa Stefaniová

## Přehled finále

### Ženská dvouhra
- Irina-Camelia Beguová vs.  Tímea Babosová, 2–6, 6–4, 6–3

### Ženská čtyřhra
- Ljudmyla Kičenoková /  Nadija Kičenoková vs.  Tímea Babosová /  Réka Luca Janiová, 6–3, 6–1